# Melia
Melia – w mitologii greckiej jedna z okeanid.
Była córką Okeanosa. Została kochanką boga Apollina, z którym spłodziła Ismeniosa i Temerosa. Czczono ją wraz z Apollinem w świątyni koło Tebami. Jej imieniem nazwano też źródło w samych Tebach. Niektóre źródła podają, że wśród okeanid była też inna Melia, małżonka boga rzeki Inachos.